# Małaja Czerga
Małaja Czerga (ros. Малая Черга) – wieś w Rosji, w Republice Ałtaju, w rejonie szebalińskim. W 2010 liczyła 274 mieszkańców.